# Me Plus One
Me Plus One è un singolo del gruppo musicale britannico Kasabian, il quarto estratto dal loro secondo album in studio Empire, pubblicato il 29 gennaio 2007.
È il primo brano della band cantato interamente da Sergio Pizzorno pubblicato come singolo.

## Video musicale
Il video del brano, diretto da Scott Lyon e scritto dal regista insieme a Pizzorno, è ispirato a della "magia nera e voodoo" vista durante un aftershow di un concerto dei Rolling Stones. È inoltre presente un riferimento al dipinto Dali Skull di Philippe Halsman. La versione completa del video è stata pubblicata sulla versione DVD del singolo, mentre su YouTube e il sito ufficiale della band ne è stata pubblicata una censurata senza nudità.

## Tracce
Testi e musiche di Sergio Pizzorno.
CD
- PARADISE44

1. Me Plus One – 2:28

- PARADISE47

1. Me Plus One – 2:28
2. Somebody to Love (Radio 1 Live Lounge Version) – 2:49

DVD
- PARADISE48

1. Me Plus One – 2:31
2. Me Plus One (Jacques Lu Cont Mix) – 8:35
3. Caught in Her Mind (Paradise Remix) – 4:06
4. Me Plus One (Video) – 2:26

Vinile 10", EP digitale
- PARADISE49

1. Me Plus One (Jacques Lu Cont Mix) - 8:35
2. Me Plus One (Jacques Lu Cont Dub) - 8:15
3. Me Plus One – 2:28

Download digitale
1. Me Plus One (Live at Leicester University) – 3:38

## Formazione
Kasabian
- Sergio Pizzorno – voce, chitarra, tastiera, sintetizzatore, programmazione
- Tom Meighan – voce secondaria
- Chris Edwards – basso
- Ian Matthews – batteria, percussioni

Altri musicisti
- Farhat Bouallagui – viola, violino
- Bouzid Ezzedine – violino
- Jasser Haj Youssef – violino

## Classifiche
| Classifica (2007) | Posizione massima |
| ----------------- | ----------------- |
| Regno Unito       | 22                |